# Florian Kringe
Florian Kringe (født 18. august 1982 i Siegen, Vesttyskland) er en tysk tidligere fodboldspiller, der spillede som midtbanespiller. Han repræsenterede blandt andet FC Köln, Borussia Dortmund og Hertha Berlin. 

## Landshold
Kringe nåede aldrig at repræsentere Tysklands A-landshold, men spillede som ungdomsspiller fire kampe for det U-21 hold.